# Kungsborg
Kungsborg ist eine zu Schweden gehörende Insel im Stockholmer Schärengarten.
Die bewaldete Insel gehört zur Gemeinde Värmdö. Nordwestlich liegt Kungarna, östlich Sumpen und südwestlich Mormorsholmen. Nördlich Kungsborgs verläuft die Schiffspassage von der Ostsee nach Stockholm.
Kungsborg erstreckt sich von Nordwesten nach Südosten über etwa 200 Meter, bei einer Breite von bis zu 100 Metern. Am Nordufer der Insel befindet sich der Leuchtturm Värmdö-Garpen. Darüber hinaus stehen auf der Insel mehrere Gebäude.